# سوراخ‌کاری معکوس شاهزاده آلبرت

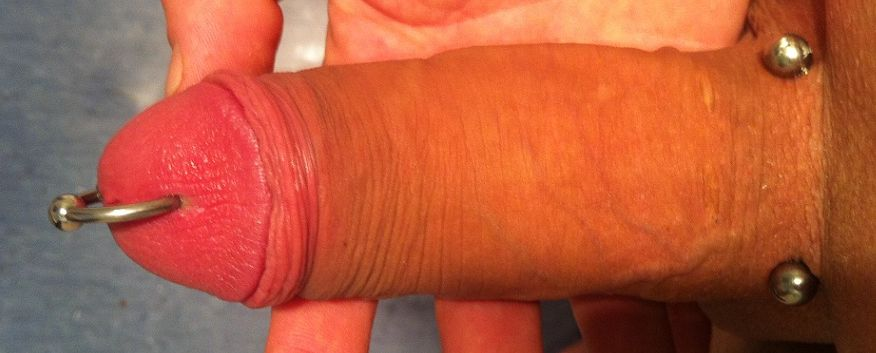
سوراخ‌کاری معکوس شاهزاده آلبرت

سوراخ کاری برعکس شاهزاده آلبرت (به اختصار: RPA) نوعی سوراخ‌کاری بدن در مردان است. در این سوراخ کاری، حلقه از مجرای ادرار وارد شده و از سوراخی که روی سرنره ایجاد شده است، خارج می‌گردد.